# Family Circle Cup 2010
Volvo Car Open 2010 - жіночий тенісний турнір, що проходив на відкритих кортах з ґрунтовим покриттям у рамках Туру WTA 2010. Це був 38-й за ліком турнір. Відбувся в Family Circle Tennis Center у Чарлстоні (США). Тривав з 12 до 18 квітня. Сукупний призовий фонд становив US$700,000. Саманта Стосур здобула титул в одиночному розряді.

## Учасниці

### Сіяні учасниці
| Спортсменка       | Країна                  | Рейтинг* | Сіяна |
| ----------------- | ----------------------- | -------- | ----- |
| Каролін Возняцкі  | Данія                   | 2        | 1     |
| Єлена Янкович     | Сербія                  | 7        | 2     |
| Вікторія Азаренко | Білорусь                | 9        | 3     |
| Саманта Стосур    | Австралія               | 11       | 4     |
| Маріон Бартолі    | Франція                 | 12       | 5     |
| Надія Петрова     | Росія                   | 18       | 6     |
| Віра Звонарьова   | Росія                   | 22       | 7     |
| Даніела Гантухова | Словаччина              | 24       | 8     |
| Альона Бондаренко | Україна                 | 25       | 9     |
| Олена Весніна     | Росія                   | 33       | 10    |
| Віржіні Раззано   | Франція                 | 34       | 11    |
| Александра Возняк | Канада                  | 39       | 12    |
| Мелані Уден       | Сполучені Штати Америки | 41       | 13    |
| Віра Душевіна     | Росія                   | 46       | 14    |
| Мелінда Цінк      | Угорщина                | 47       | 15    |
| Патті Шнідер      | Швейцарія               | 49       | 16    |

- Рейтинг подано станом на 5 квітня 2010.

### Інші учасниці
Нижче наведено учасниць, які отримали вайлд-кард на участь в основній сітці:
- Меллорі Сесіл
- Карлі Галліксон
- Алісон Ріск

Нижче наведено гравчинь, які пробились в основну сітку через стадію кваліфікації:
- Монік Адамчак (як щасливий лузер)
- Каталіна Кастаньйо
- Софі Фергюсон
- Катерина Іванова
- Крістіна Макгейл
- Шанелль Схеперс
- Анна Татішвілі
- Машона Вашінгтон
- Гезер Вотсон

### Знялись
Відомі гравчині, що знялись з турніру з різних причин:
- Катерина Бондаренко (травма лівого коліна)
- Домініка Цібулкова (травма правої пахвини)
- Аліса Клейбанова (bilateral plantar fasciitis)
- Сабіне Лісіцкі (травма лівої щиколотки)
- Марія Шарапова  (забиття кістки правого ліктя)
- Серена Вільямс (травма лівого коліна)

## Фінальна частина

### Одиночний розряд
Саманта Стосур —  Віра Звонарьова, 6–0, 6–3
- Для Стосур це був перший титул за сезон і другий - за кар'єру.

### Парний розряд
Лізель Губер /  Надія Петрова —  Ваня Кінґ /  Міхаелла Крайчек, 6–3, 6–4